# علف پروانه
علف پروانه(نام علمی: Asclepias tuberosa) نام یک گونه از سرده علف شیر است.

## استفاده
کمک کننده به امراض دستگاه تنفسی

## نگارخانه

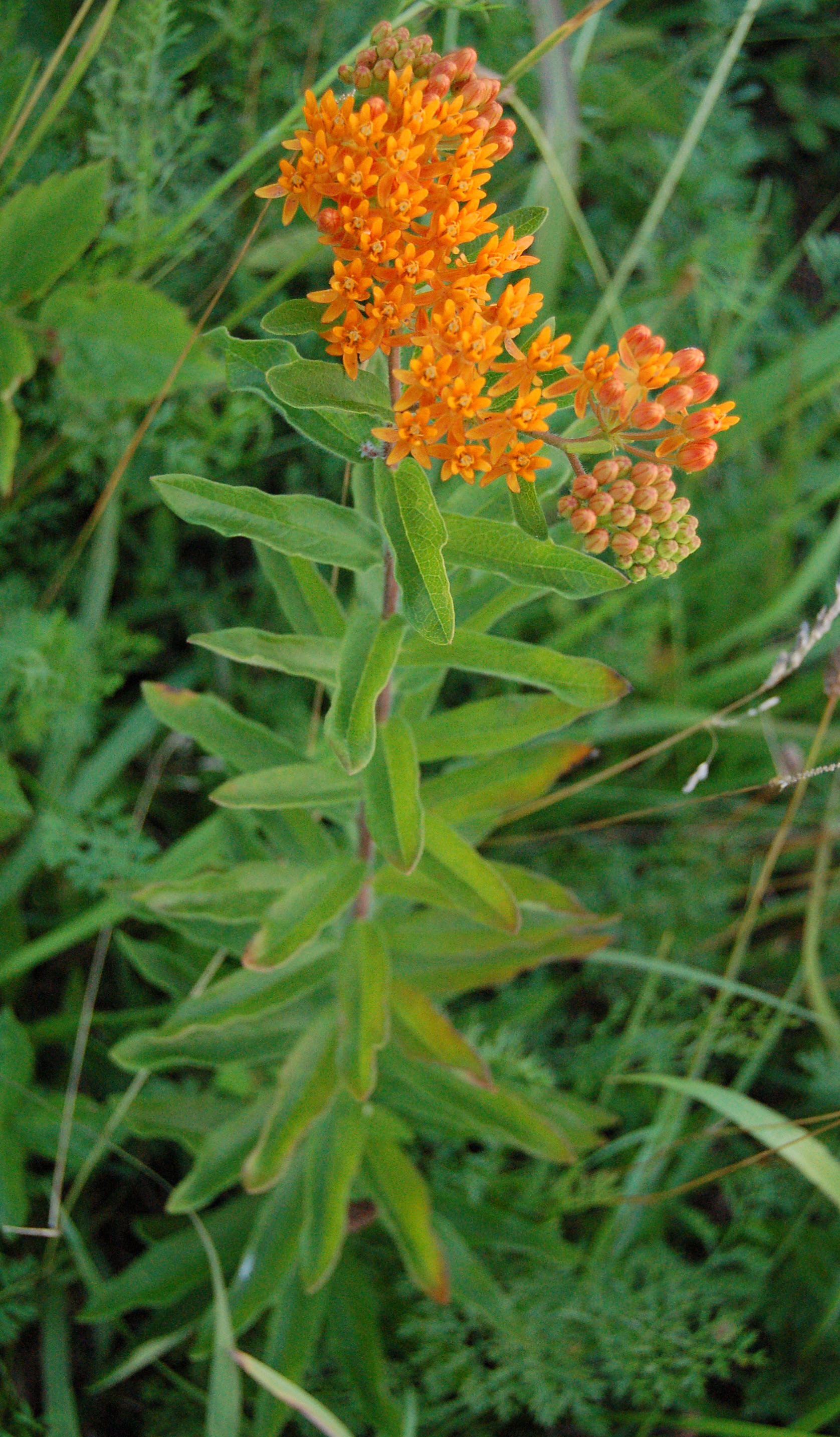
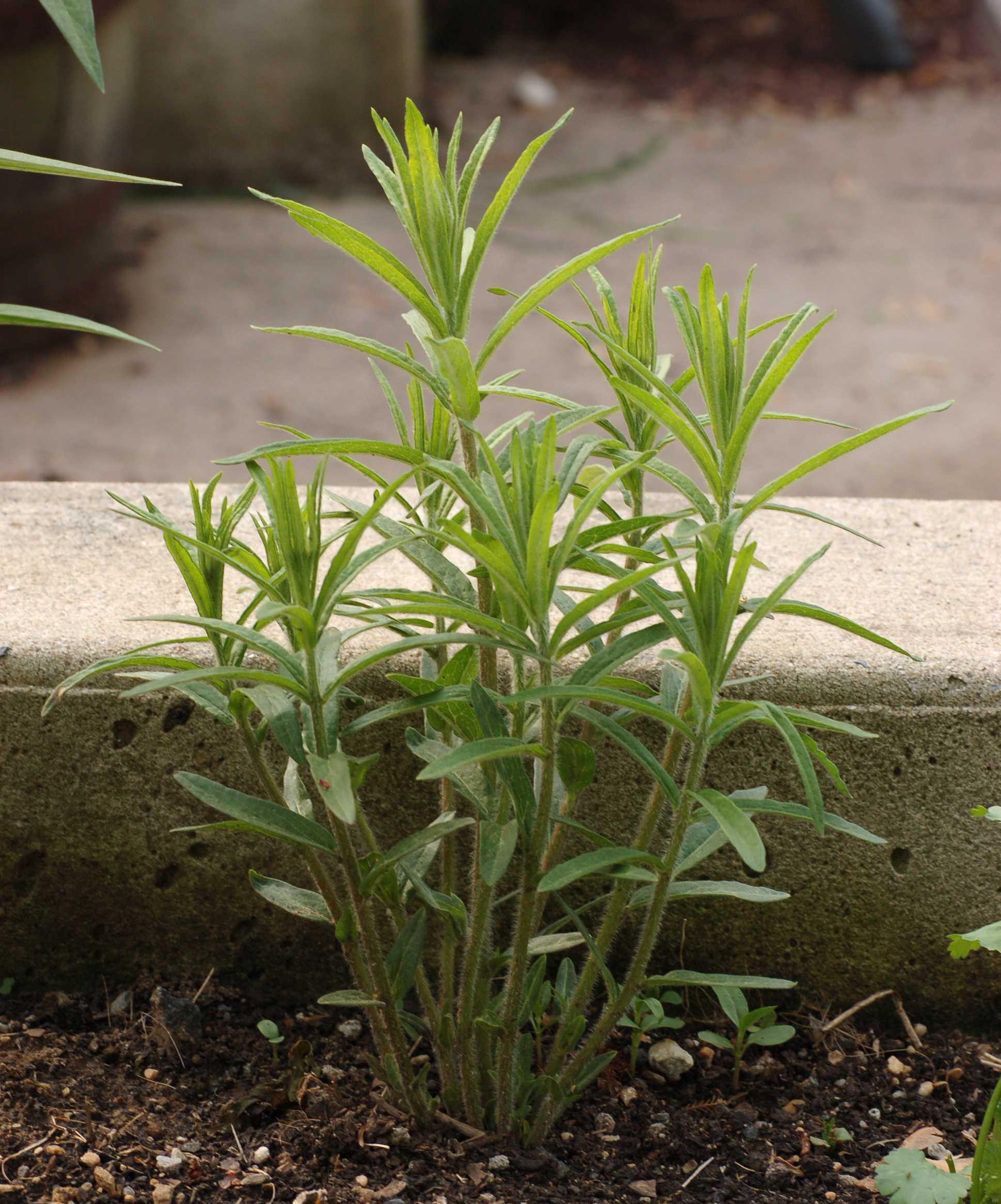
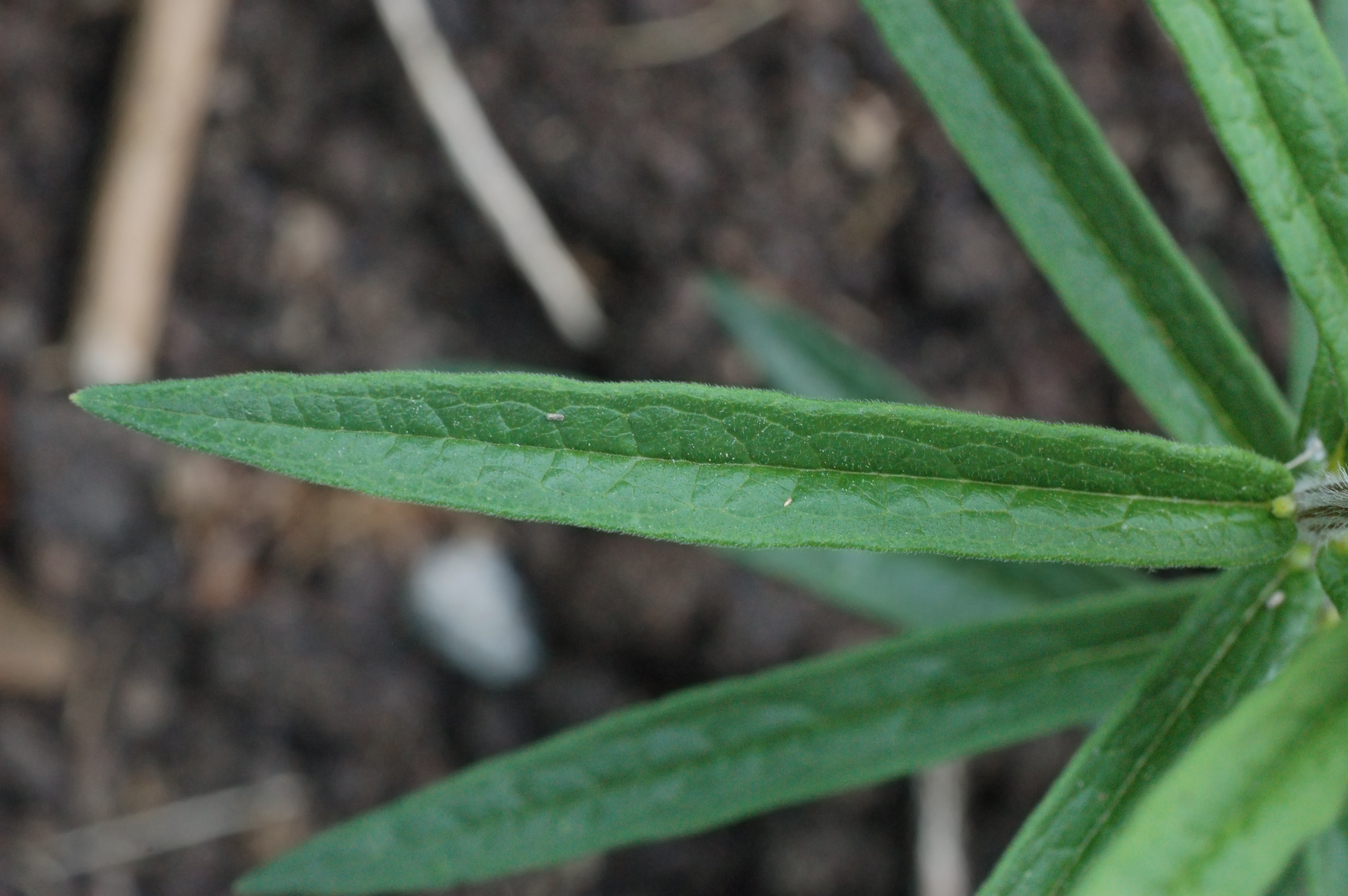
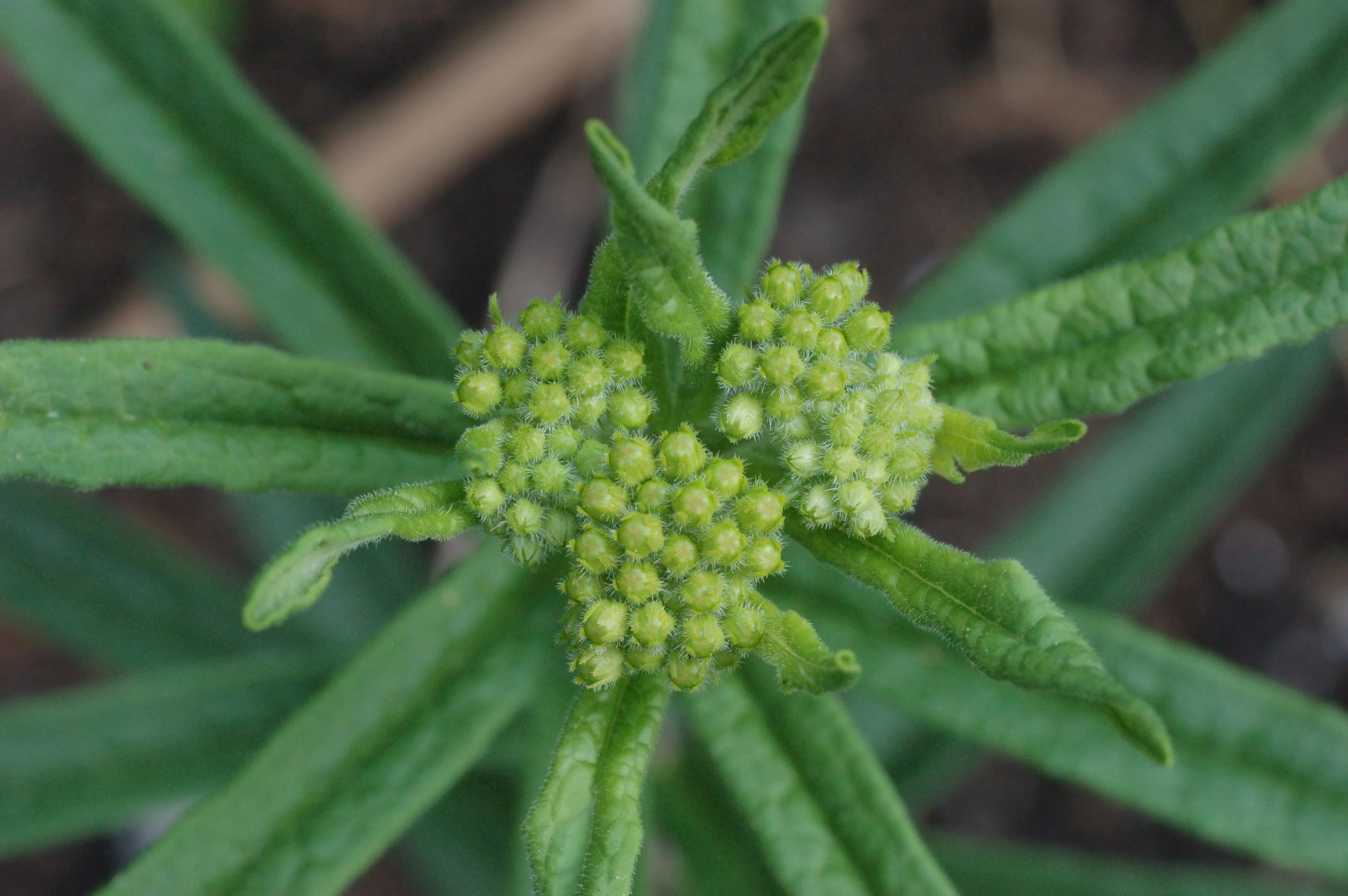
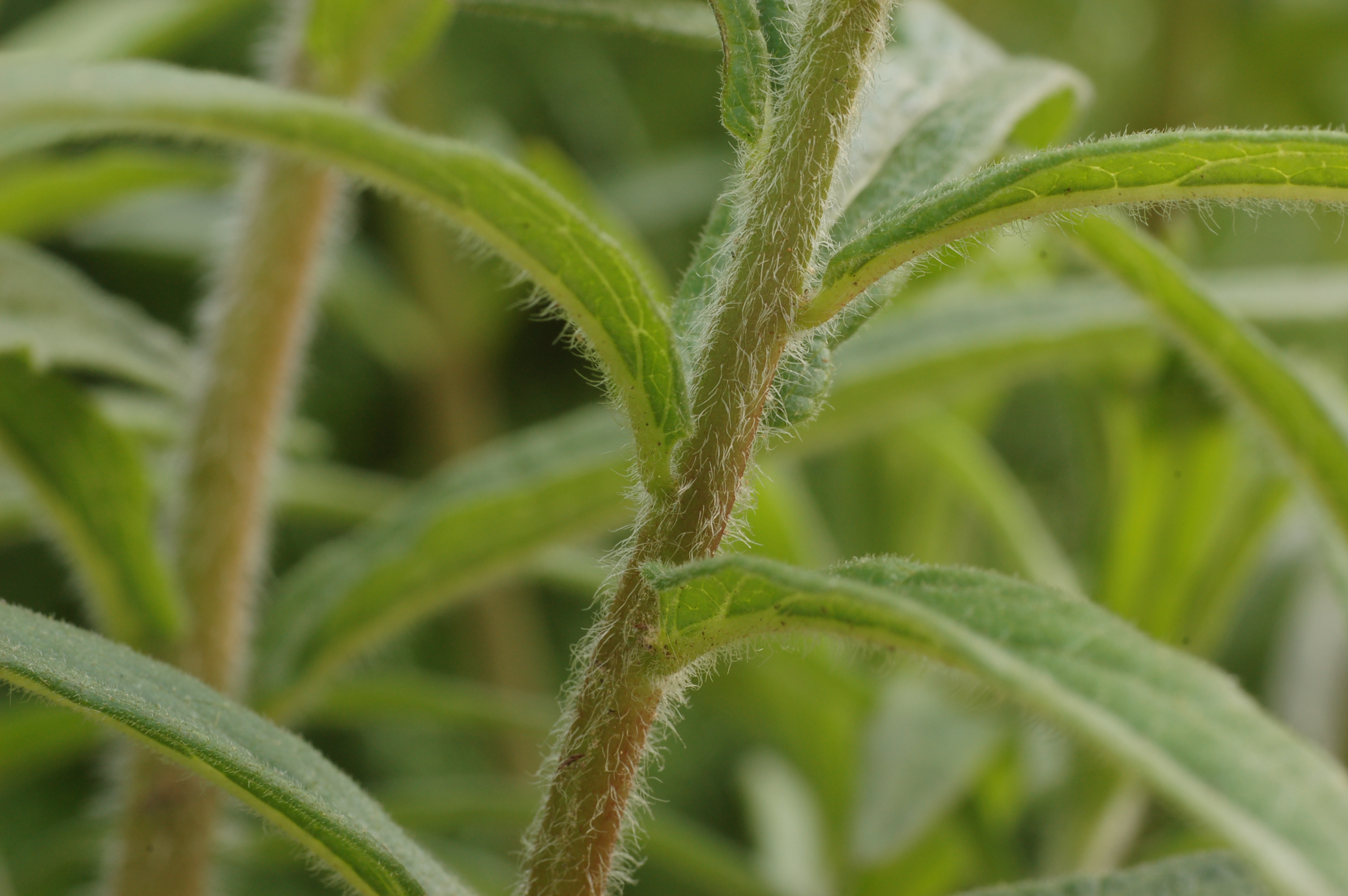
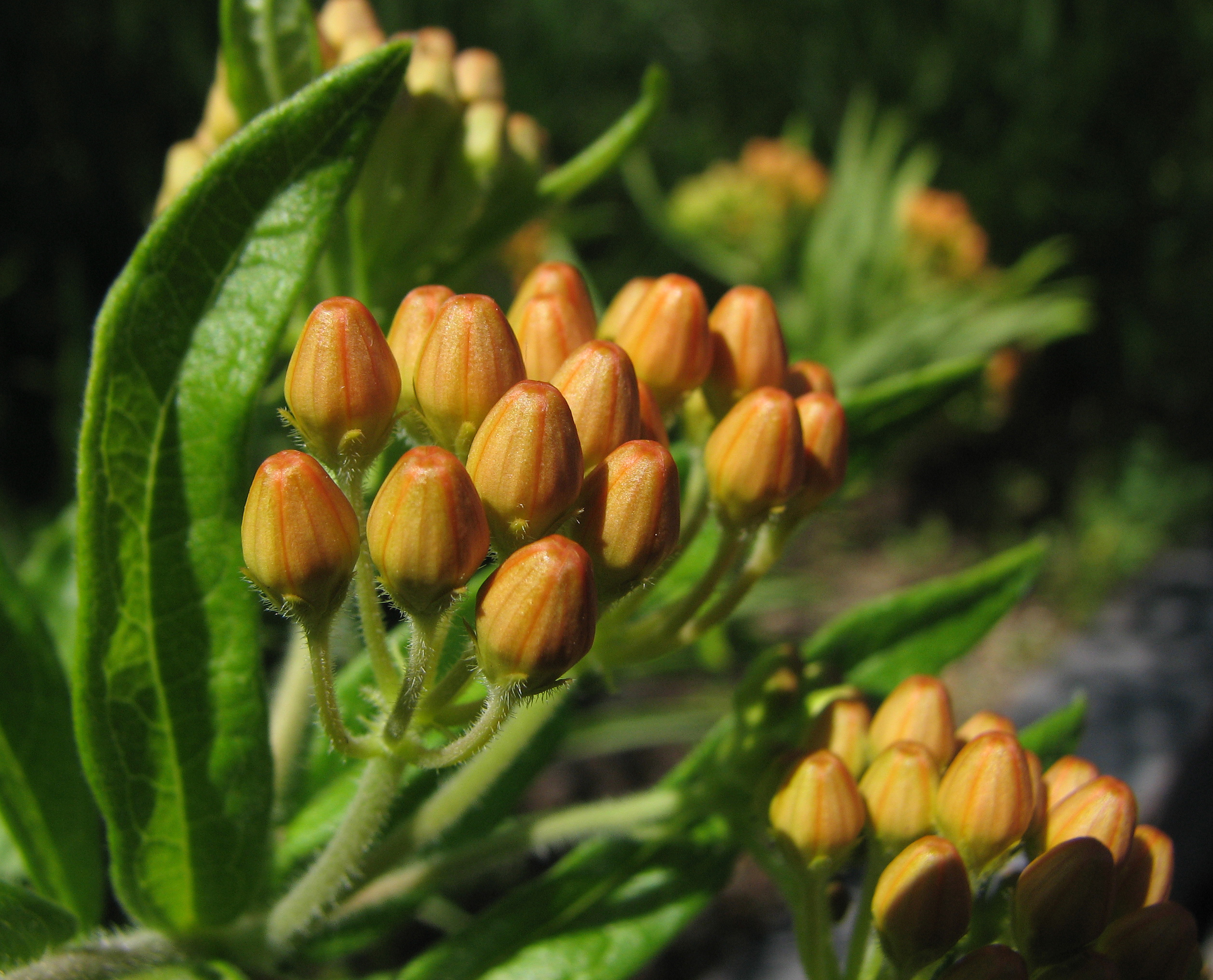
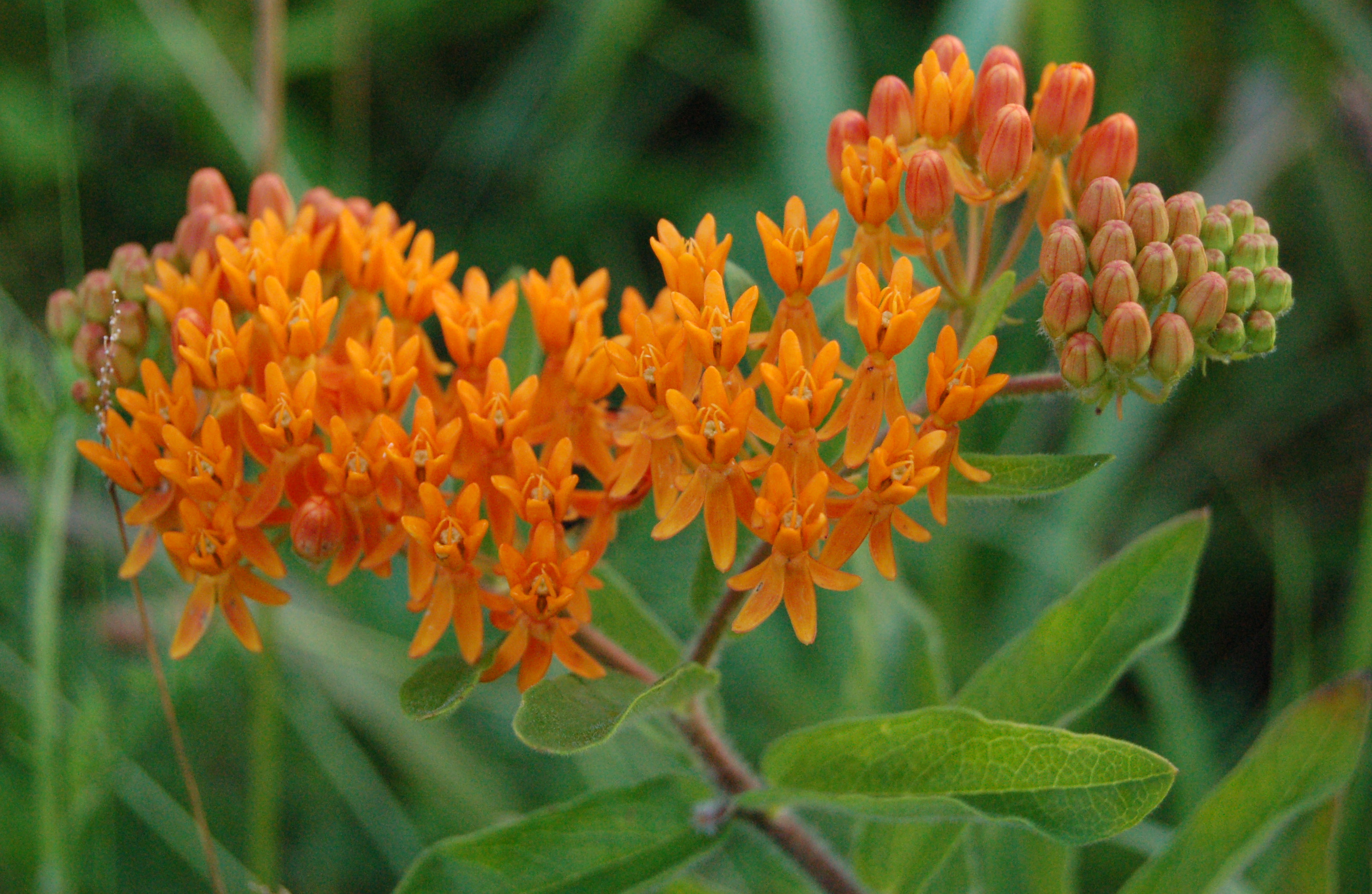
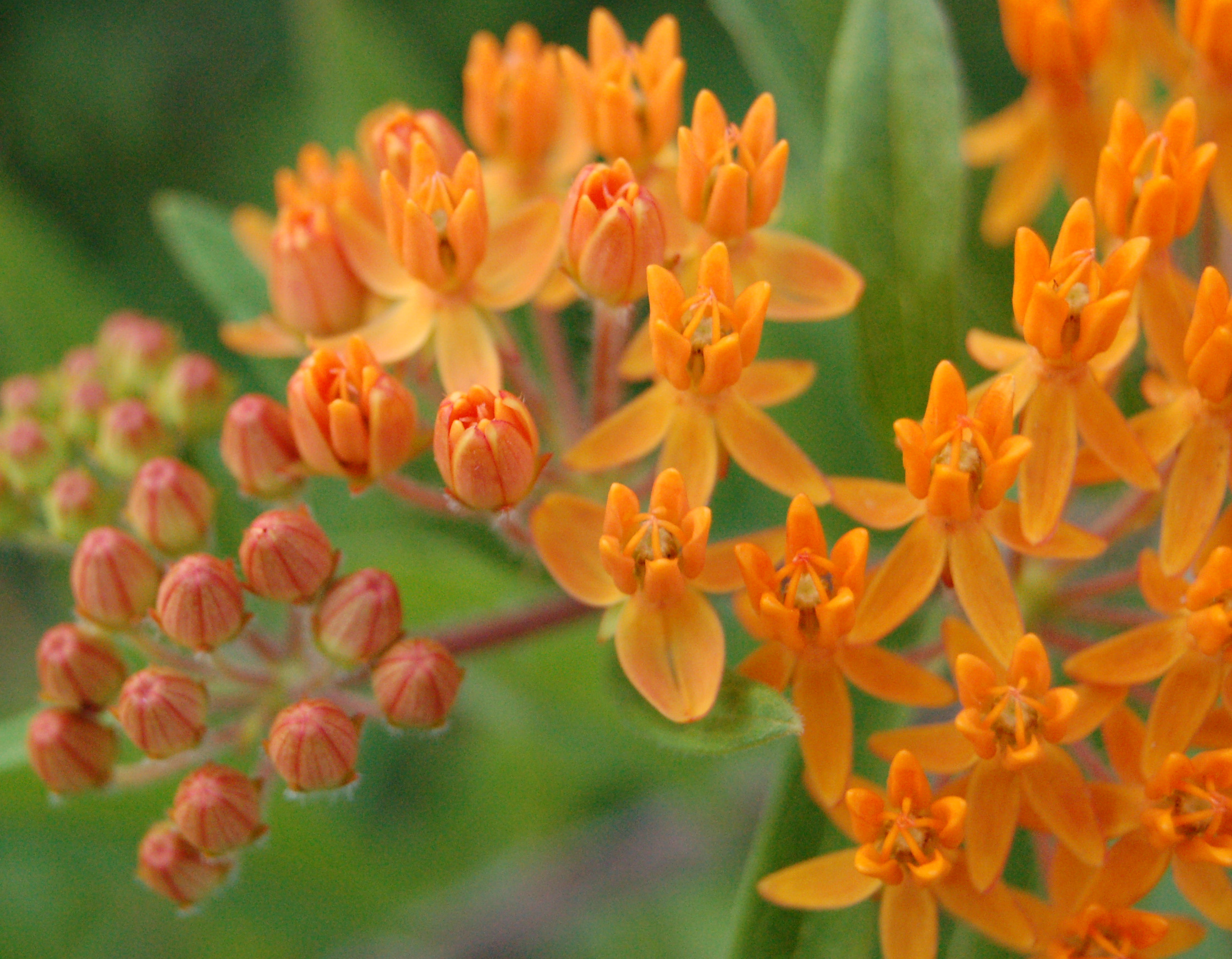
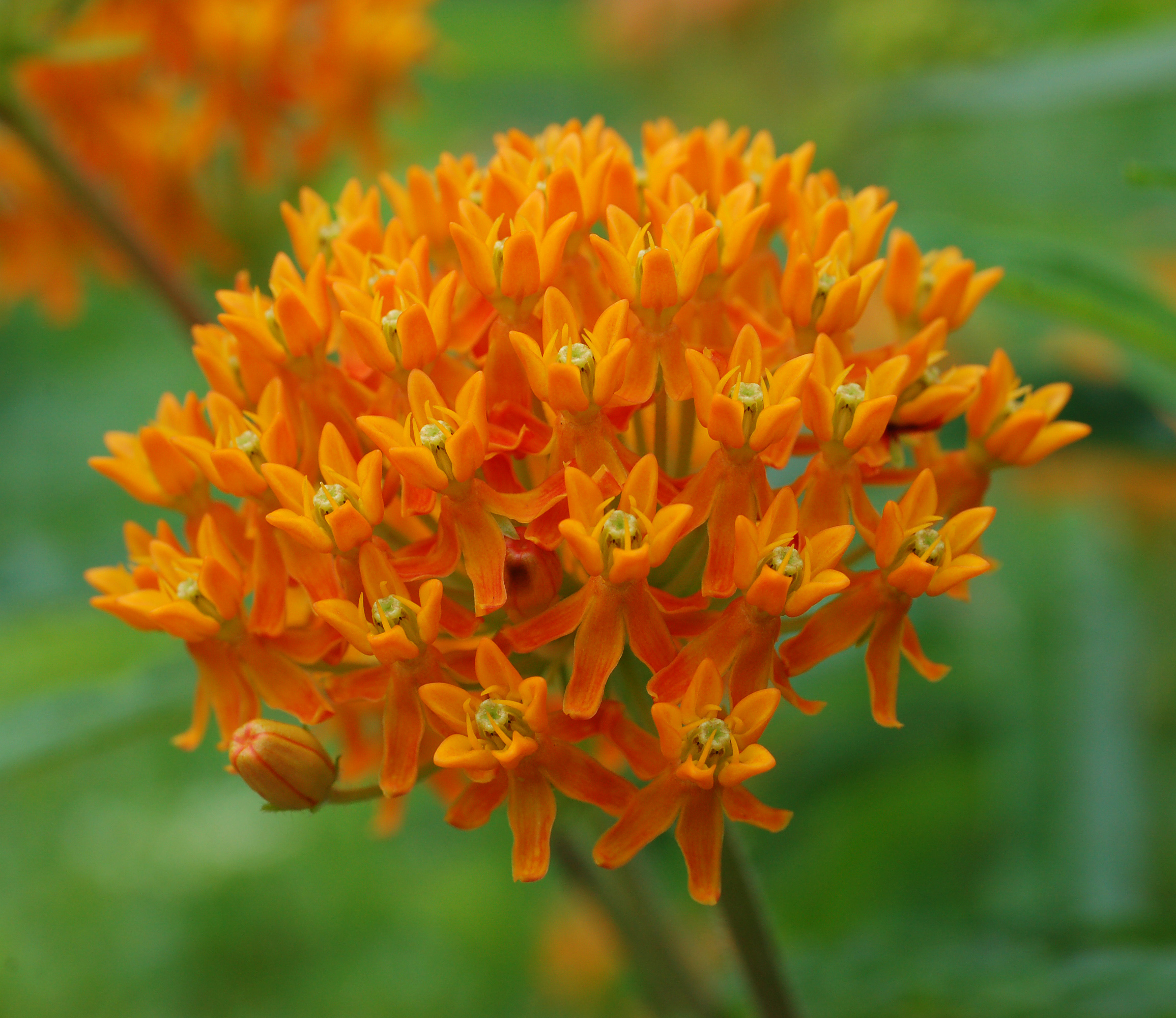
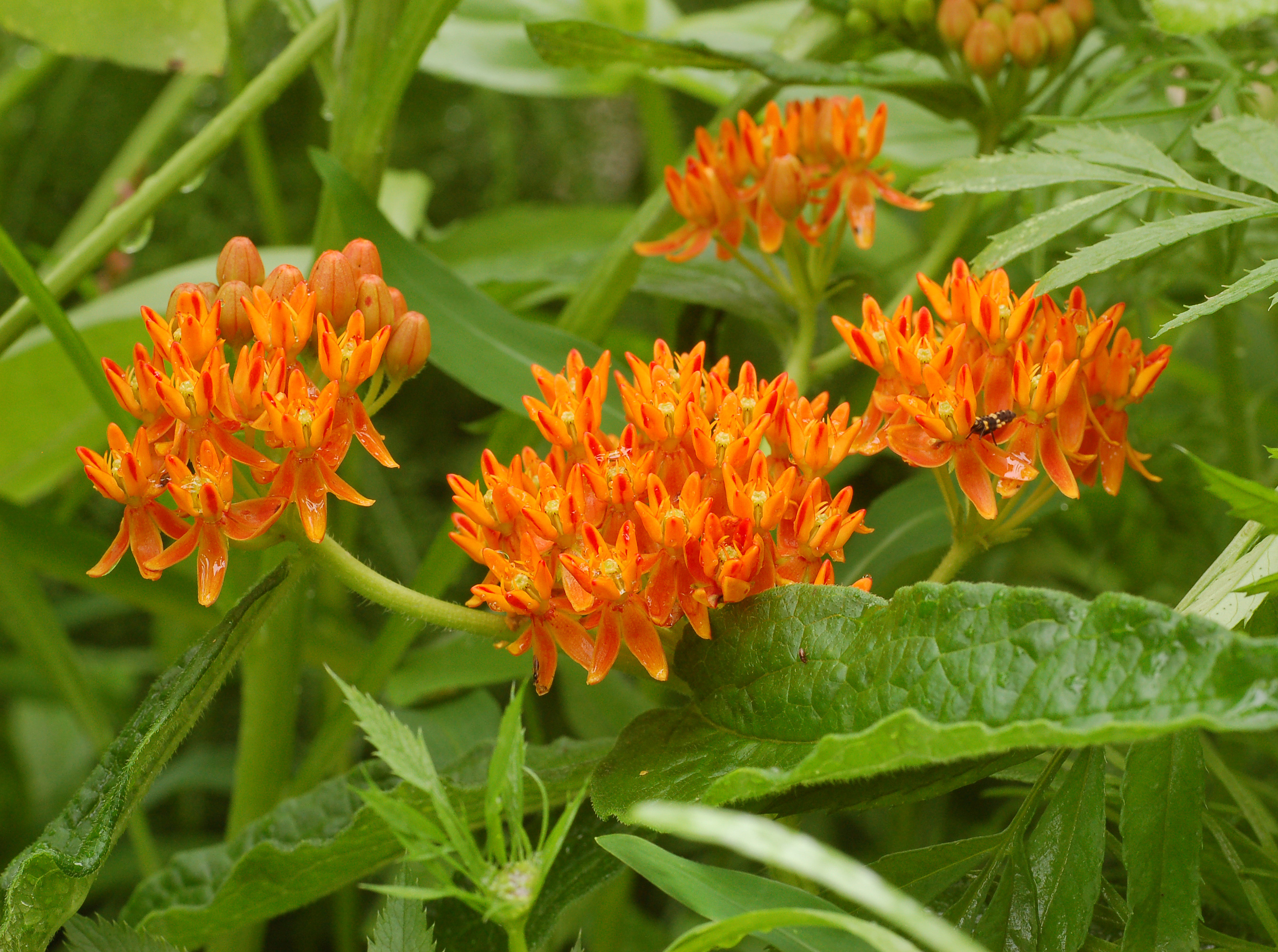
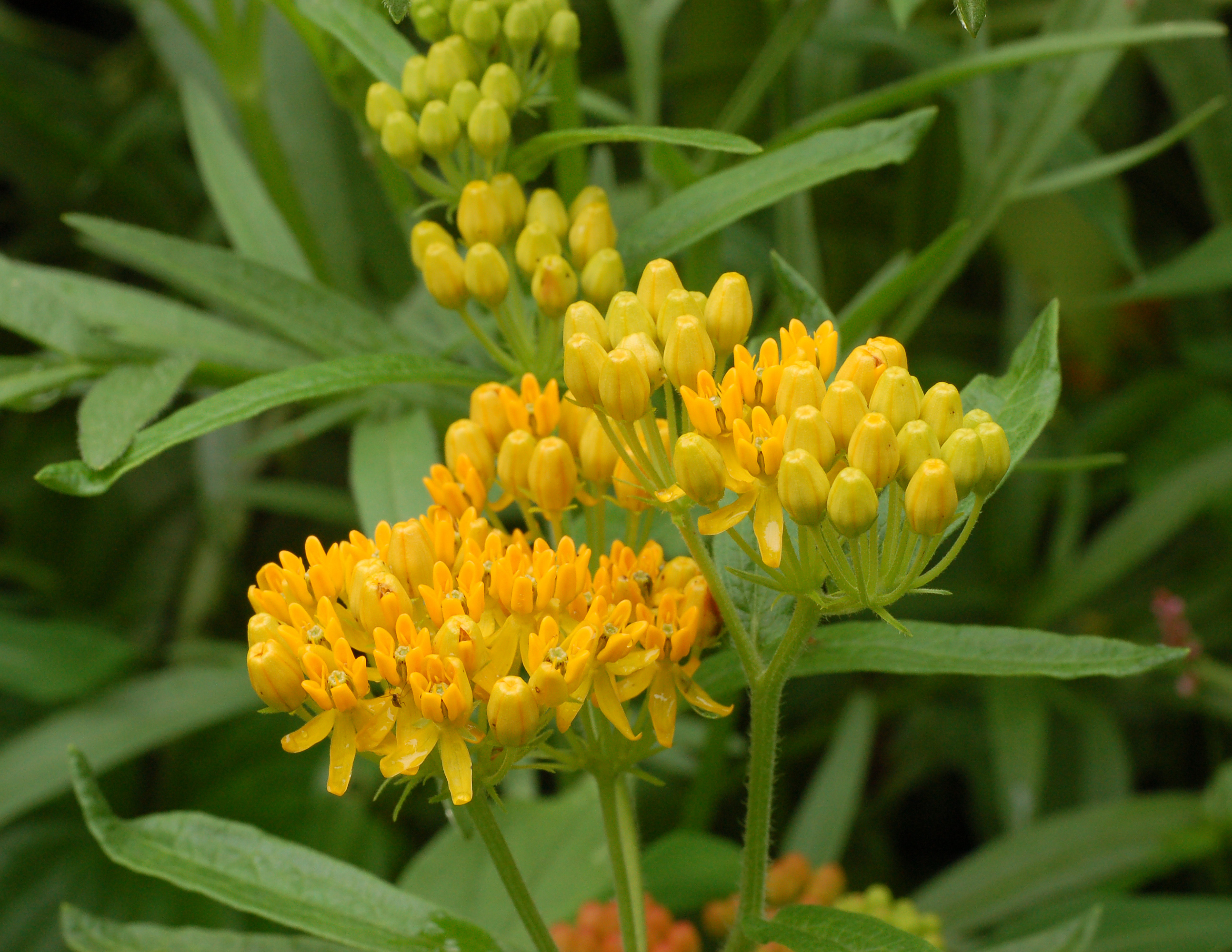
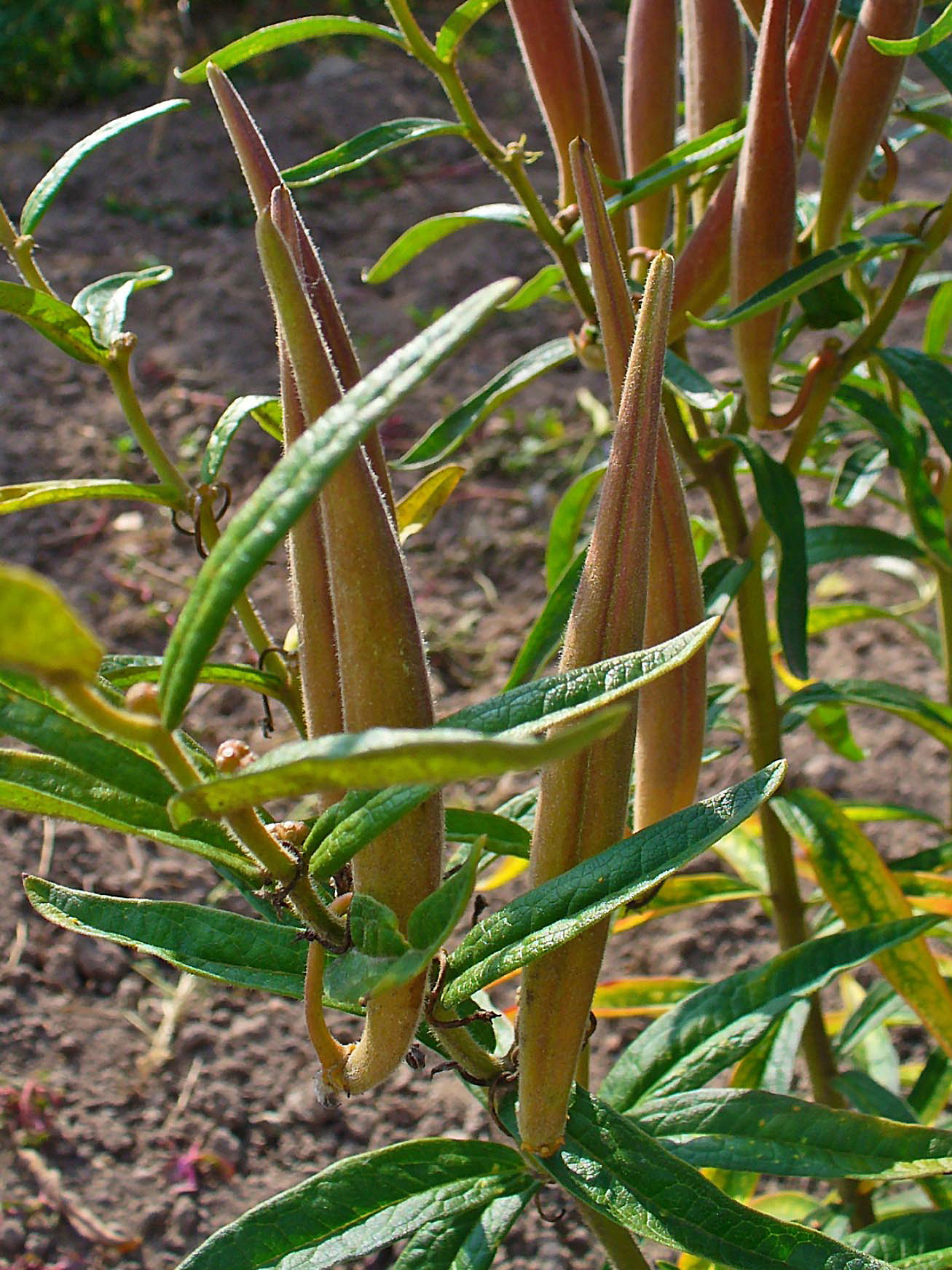